# Стубаль
Стубаль ( Stubalj) — населений пункт у Хорватії, в Сисацько-Мославинській жупанії у складі громади Маюр.

## Населення
Населення за даними перепису 2011 року становило 186 осіб.
Динаміка чисельності населення поселення:

## Клімат
Середня річна температура становить 11,00 °C, середня максимальна – 25,49 °C, а середня мінімальна – -6,09 °C. Середня річна кількість опадів – 980 мм.
| Клімат поселення                              | Клімат поселення | Клімат поселення | Клімат поселення | Клімат поселення | Клімат поселення | Клімат поселення | Клімат поселення | Клімат поселення | Клімат поселення | Клімат поселення | Клімат поселення | Клімат поселення | Клімат поселення |
| Показник                                      | Січ.             | Лют.             | Бер.             | Квіт.            | Трав.            | Черв.            | Лип.             | Серп.            | Вер.             | Жовт.            | Лист.            | Груд.            |                  |
| Середній максимум, °C                         | 7,13             | 9,09             | 13,54            | 17,79            | 22,30            | 25,49            | 24,38            | 23,71            | 20,13            | 15,26            | 9,87             | 5,70             |                  |
| Середня температура, °C                       | 0,52             | 2,48             | 6,93             | 11,17            | 15,68            | 18,87            | 20,60            | 19,95            | 16,35            | 11,48            | 6,07             | 1,93             |                  |
| Середній мінімум, °C                          | −6,09            | −4,13            | 0,31             | 4,56             | 9,07             | 12,27            | 16,81            | 16,15            | 12,56            | 7,71             | 2,30             | −1,86            |                  |
| Норма опадів, мм                              | 61               | 59               | 69               | 82               | 85               | 96               | 88               | 89               | 86               | 90               | 97               | 78               |                  |
| Середньомісячна швидкість вітру, м/с          | 1.62             | 1.82             | 2.21             | 2.11             | 1.98             | 1.80             | 1.76             | 1.60             | 1.60             | 1.64             | 1.70             | 1.70             |                  |
| Середньомісячна сонячна радіація, кДж/м²·день | 4374             | 7107             | 10816            | 15313            | 19561            | 21608            | 22692            | 19759            | 14751            | 9169             | 4889             | 3578             |                  |
| --------------------------------------------- | ---------------- | ---------------- | ---------------- | ---------------- | ---------------- | ---------------- | ---------------- | ---------------- | ---------------- | ---------------- | ---------------- | ---------------- | ---------------- |
| Джерело:                                      |                  |                  |                  |                  |                  |                  |                  |                  |                  |                  |                  |                  |                  |